# El beso de plata
El beso de plata (The Silver Kiss) es una novela de género romántico y de vampiros de Annette Curtis Klause publicada en 1990. Los protagonistas son adolescentes inmaduros en medio de un escenario trágico.

## Sinopsis
Sofía es una chica de casi 17 años que atraviesa un momento difícil en su vida. Su madre está muriendo lentamente por culpa de un cáncer. Su padre no le dirige la palabra, si acaso se comunican a través de notas dejadas sobre el refrigerador. Todo resulta devastador para la adolescente. Desea hablar de la muerte, pero nadie se atreve a hacerlo, hasta que conoce a Simón,cuya presencia evoca la belleza e incomprensión que resulta ser la muerte.
Pero Simón presenta sus propios problemas. Sofía se sorprende cuando lo descubre con la cara bañada en sangre. Pronto Simón se convierte en la única luz de Sofía mientras todo se desmorona a su alrededor.